# 韓斌 (朝鮮)
韓斌（1904年—？），北韓政治人物，延安派人，官至朝鮮勞動黨中央委員會委員及最高人民會議代議員。

## 生平
韓斌出生於咸鏡北道慶源郡。4歲時，他隨同祖父遷居至俄罗斯帝国的海參崴。1920年，他加入蘇聯共青團。1923年入讀東方勞動大學，畢業後被任命為蘇聯共青團濱海邊疆區的文化部長。1924年，他又成為高麗共產青年同盟的滿洲總部組織部負責人。翌年，他與另一延安派人崔昌益來到朝鮮半島當漢城分部的組織部負責人，但不久後，他又返回蘇聯。在1926年，他到列寧格勒國立大學進修，之後，他又轉到莫斯科國立大學學習。1928年，完成學業後他來到中國東北，並按照蘇共的指示加入中國共產黨。
1930年1月，韓斌在上海與中國共產黨人商討朝鮮民族共產黨人加入中國共產黨的方法。兩個月後，韓斌在返回漢城時被反對共產主義的日本殖民地政府逮捕，亦被判監6年。1936年，已獲釋的韓斌逃亡到中國，並和金枓奉和崔昌益等人在上海、南京等組織抗日運動。1941年，他到華北向當地的朝鮮族人宣揚共產主義。翌年，他被選為朝鮮獨立同盟中央執行會副主席。
1945年8月，日本投降，二戰結束，韓斌隨延安派人武亭等來到北韓。1946年，他先後成為朝鮮勞動黨中央委員會委員及最高人民會議代議員。1956年8月，延安派人與蘇聯派成員因不滿時任最高領導人金日成的獨裁統治而發動八月宗派事件，但最終事敗。儘管韓斌並沒有參與其中，但他還是被捲入其中，並被下放到一國立圖書館當館長。1957年，他更被定性為「宗派份子」而被解除所有職務。此後，再沒有任何關於他的消息。

## 資料來源
1. 1 2 3 4 5 6 7 8  한빈[永久]